# Nada Kesterčanek Vujica
Nada Kesterčanek Vujica (Sarajevo, 29. ožujka 1917. – Wilkes-Barre Pennsylvania SAD, 10. lipnja 1971.) bila je hrvatska i bosanskohercegovačka pjesnikinja i pripovjedačica. Pisala je pjesme, lirske sastavke, putopise, eseje i novele.

## Životopis
Otac joj je bio poznati hrvatski stenograf dr. Vladimir Kesterčanek, šurjak Ivana Meštrovića. Osnovnu školu završila je u Sarajevu i Zagrebu, studij slavistike i germanistike u Zagrebu. U iseljeništvo je otišla 1945. godine u općem hrvatskom egzodusu. Od 1946. godine u SAD-u, gdje je diplomirala knjižničarstvo. Više godina živjela u Argentini sa suprugom Stankom Vujicom, povjesničarem, a posljednje godine života u Wilkes-Barre, u Pensylvaniji. Literarne uradke objavljivala je u brojnim iseljeničkim književnim časopisima: Hrvatski glas, Hrvatska revija, Journal of Croatian Studies. U domovini objavila radove u dječjim listovima kao što su Dobra djeca, Anđeo čuvar, poslije u Omladini, Hrvatskoj reviji, Hrvatskoj smotri, Svijesti, Spremnosti. Nadin suprug je hrvatski filozof dr. Stanko Vujica, koji je predavao na fakultetu gdje je ona radila.

## Djela
- Zov za daljinama (sa Stankom Gašparevićem, pjesme, 1940.)
- Suton na Tiberu (lirski zapisi, 1942.)
- Tri naraštaja (pripovijest, 1942.)
- Tragovi (lirski zapisi i pripovijetke) (Buenos Aires, 1959.)
- Koluti vremena (pjesme, 1969.)

## Vanjske poveznice
- Hrvatski iseljenički zbornik[neaktivna poveznica]